# Tango (album Julio Iglesias)
Tango  è un album di Julio Iglesias, pubblicato nel 1996 su etichetta discografica Columbia.
L'album contiene 12 brani celebri del genere tango, tra cui La cumparsita e Caminito.
L'album ha ottenuto 6 dischi di platino negli Stati Uniti, 4 dischi di platino in Argentina e un disco d'oro negli Stati Uniti. Ha ricevuto inoltre la nomination al Grammy Award nella categoria "miglior album di pop latino" ed è arrivato in quinta posizione in Francia ed in decima nelle Fiandre in Belgio.
L'album è stato ripubblicato, in versione rimasterizzata, nel 2006.

## Tracce
1. "La cumparsita"   (Enrique Pedro Maroni, Gerardo Matos Rodríguez, Pascual Contursi)  2:33
2. "El día que me quieras"  (Carlos Gardel, Alfredo LePera)  3:00
3. "A media luz"  (Carlos Cesar Lenzi, Edgardo Donato) 2:41
4. "Volver" (Gardel, LePera)	3:33
5. "Yira, Yira"  	(Enrique Santos Discépolo) 2:42
6. "Mano a mano" (Gardel, Esteban Celedonio Flores, José Razzano)	2:48
7. "El choclo"  (Carlos Catán, Santos, Ángel Villoldo)	2:47
8. "Adiós, pampa mía!"  	(Mariano Mores, Francisco Canaro, Ivo Pelay) 3:06
9. "Cambalache"  (Santos)	2:49
10. "¡Uno...!"  	(Mores, Discépolo)	2:51
11. "Caminito"  	(Juan de Dios Filiberto, Gabino Coria Peñaloza)	2:26
12. "Mi Buenos Aires querido"  (Gardel, LePera) 2:39